# Soundos El Ahmadi
Pour les articles homonymes, voir Ahmadi (homonymie).
Soundos El Ahmadi, née le 20 décembre 1981 à Amsterdam, est une actrice, humoriste et présentatrice néerlandaise, d'origine marocaine.

## Filmographie

### Cinéma, téléfilms et télévision
- 1998 : De dag, de nacht en het duister
- 2004 : Shouf Shouf Habibi! : Aicha
- 2013 : Dubbelspel (nl) : Deux rôles (Nora et Britt de Kater)
- 2018 : Comedy Central Roast (en) : Elle-même

## Théâtre
- 2010 : Soundos aangenaam!
- 2013 : Er is geen plan B
- 2015 : Geboren met Ervaring
- 2018 : Niets te verliezen